# Chalcoscirtus hyperboreus
Chalcoscirtus hyperboreus là một loài nhện trong họ Salticidae.
Loài này thuộc chi Chalcoscirtus. Chalcoscirtus hyperboreus được Yuri M. Marusik miêu tả năm 1991.